# Legislazione lituana sulle armi
La legge lituana consente il possesso di armi da fuoco tramite licenza. Con circa 13,6 armi da fuoco ogni 100 abitanti, la Lituania è il 58º paese più armato al mondo.

## Storia
Quando la Lituania faceva parte dell'Unione Sovietica, il possesso di armi da fuoco era severamente controllato e alla maggior parte dei cittadini non era consentito detenere armi. Nel 1990, Mikhail Gorbachev ordinò la confisca di tutte le armi in Lituania. Nel 1993 la Lituania ha consentito il possesso di armi da fuoco per scopi di autodifesa, purché il richiedente dimostrasse un pericolo per la propria vita, nel 1997 questo requisito è stato abolito. Nel 2002 la Lituania ha approvato una nuova legge sulle armi da fuoco, ancora in vigore con alcune modifiche. Da allora il numero di armi da fuoco legali ha iniziato ad aumentare, raddoppiando da 61.544 nel 2002 a 127.984 nel 2017.

## Legge attuale
La legge Lituana consente il possesso di armi da fuoco per i seguenti scopi:
- Caccia;
- Tiro sportivo;
- Autodifesa;
- Attività professionali;
- Collezione;
- Formazione;
- Ricerca scientifica;
- Altro (a discrezione della polizia).

Ogni residente permanente della Lituania che abbia raggiunto l'età minima e superi l'esame ha il diritto di possedere armi da fuoco per scopi di autodifesa. L'articolo 12(5) vieta alla polizia di rifiutare la concessione della licenza senza un valido motivo. Ogni rifiuto può essere oggetto di ricorso in tribunale. Il porto d'armi è concesso tramite un permesso. La polizia non può rifiutare tale permesso senza una buona ragione, ai sensi dell'articolo 40.6. Durante il trasporto dell'arma non deve esserci alcun colpo in canna, fatta eccezione per i revolver, che non devono essere armati, salvo in caso di minaccia diretta alla salute o alla vita della persona. Sono vietati missili esplosivi, mortai e lanciafiamme.

## Possesso di arma da fuoco
Nel 2019 erano registrate 173.680 armi da fuoco (6 ogni 100 abitanti) possedute da 94.352 persone, di cui 37.473 fucili, 47.796 armi lunghe a canna liscia, 34.016 pistole a gas, 30.165 pistole, 19.684 revolver e 4.564 altri tipi di armi da fuoco.

## Crimine con armi da fuoco
Tra il 1995 e il 2018 il numero di omicidi con armi da fuoco è diminuito di oltre il 98%, passando da 252 a 4, mentre il numero complessivo di omicidi è diminuito dell’85%, passando da 505 a 72.